# Campephilus rubricollis
El picamaderos cuellirrojo (Campephilus rubricollis) es una especie de ave piciforme de la familia Picidae que vive en Sudamérica.

## Distribución y hábitat
Se encuentra en Bolivia, Brasil, Colombia, Ecuador, Guayana francesa, Guyana, Perú, Surinam y Venezuela.
Sus hábitats naturales son las selvas húmedas tropicales y subtropicales tanto de regiones bajas como montanas.

## Taxonomía
Se reconocen tres subespecies:
- Campephilus rubricollis rubricollis (Boddaert, 1783)
- Campephilus rubricollis trachelopyrus (Malherbe, 1857)
- Campephilus rubricollis olallae (Gyldenstolpe, 1945)